# Барбара де Аленкар
Барбара Перейра де Аленкар (порт. Bárbara Pereira de Alencar; 11 лютого 1760, Ешу (Пернамбуку) — 18 серпня 1832, Фронтейрас, Піауї) — бразильська революціонерка, активна учасниця Пернамбуканської революції та створення Екваторіальної конфедерації. Перша політув'язнена в історії Бразилії. Національна героїня Бразилії.

## Біографія
Народилася у Бразилії. Португальського походження. Одружилася з португальським торговцем Хосе Гонсалвішем ду Сантосом. Допомагала чоловікові в торговельних операціях. Народила чотирьох синів-революціонерів, двоє з яких загинули в ході революції за Екваторіальну конфедерацію.
У 1817 році активно підтримала синів й сама брала участь у підготовці та проведенні Пернамбуканської революції — однієї із перших спроб створити незалежний уряд в Бразилії.
Після придушення повстання силами португальської монархії її сімейне майно було конфісковано, Барбару де Аленкар заарештували і піддали тортурам за її політичні погляди під час революції. Вважається першим політв'язнем в історії Бразилії.
Рятуючись від політичних переслідувань, кілька разів змінювала місце проживання. Померла в 1832 році в м. Фронтейрас, Піауї.
Її онуком був письменник Жозе де Аленкар, а письменник Пауло Коельо — нащадок Барбари Перейри де Аленкар у шостому поколінні.

## Пам'ять
- У м. Форталеза встановлено пам'ятник Барбарі Перейрі де Аленкар.
- У 2012 році пошта Бразилії випустила марку, присвячену 180-річчю від дня її смерті [Архівовано 21 грудня 2019 у Wayback Machine.]
- Знято документальний фільм, присвячений бразильській героїні[2]